# Ugo Fabries
Ugo Fabries, né le 3 août 2005 à Toulouse, est un coureur cycliste français membre de l'équipe UAE Emirates Gen-Z.

## Biographie
Fabries court sous le maillot de l'équipe régionale 31 Jolly Cycles en 2022 et 2023. En 2024, il intègre l'équipe britannique Trinity Racing, cette saison, il participe notamment aux Quatre Jours de Dunkerque, sa première course en catégorie 2.Pro.
En 2025, il rejoint la formation UAE Emirates Gen-Z et court à plusieurs reprises avec l'équipe UAE Emirates XRG. Il commence sa saison aux Émirats arabes unis à l'occasion du Tour de Sharjah où son équipe remporte une étape. Il s'aligne ensuite sur la Figueira Champions Classic avant de participer au Tour du Rwanda. En mars, en Croatie, il se classe 9e de l’Istrian Spring Tour. Le mois suivant, il court plusieurs courses en Italie sans obtenir de résultats notables. En mai, il finit 7e de l’Orlen Nations Grand Prix à 1 minute et 25 secondes du vainqueur.

## Palmarès sur route

### Par année
- 2023
  - 2e du Grand Prix de la Tomate
  - 2e du championnat d’Occitanie de contre-la-montre
- 2025
  -  Champion de France sur route espoirs